# Mucharz
Mucharz è un comune rurale polacco del distretto di Wadowice, nel voivodato della Piccola Polonia.
Ricopre una superficie di 37,32 km² e nel 2004 contava 3 839 abitanti.